# 延慶 (西遼)
延慶（えんけい）は、西遼の耶律大石の治世に使用された元号。1132年 - 1134年。

## 西暦との対照表
| 延慶 | 元年   | 2年    | 3年    |
| 西暦 | 1132年 | 1133年 | 1134年 |
| 干支 | 壬子   | 癸丑   | 甲寅   |